# 根知村
根知村（ねちむら）は、かつて新潟県西頸城郡にあった村。現在の糸魚川市中部である。

## 位置・地勢
西頸城郡中央に位する。信州北小谷村戸土と接し、戸土分教場へ通学する児童もあり県境が未定の部分が存在する。根知川流域の沖積地で、西北に傾斜する盆地。根知川は西北に流れ姫川に合す。

## 歴史
戦国期は越後長尾氏から堀氏の支配。幕藩体制下では糸魚川藩、高田藩、天領（高田藩預）の3つに分かれる。廃藩置県後は柏崎縣、新潟県隷下と移行する。根知城は県指定史跡。村名の由来は城の根小屋常不寝見の訛称。

### 沿革
- 1901年（明治34年）11月1日 - 西頸城郡上根知村、中根知村及び下根知村が合併して、西頸城郡根知村が発足する。
- 1954年（昭和29年）6月1日 - 西頸城郡糸魚川町、浦本村、下早川村、上早川村、大和川村、西海村、大野村、根知村及び小滝村が合併して、糸魚川市が発足する。

## 地域
大字として19。
- 根古屋、栗山、和泉、大工屋敷、上野山、蒲池、西山、余所、杉之當、上横、山口、別所、大久保、梶山、山寺、大神堂、上澤、上野、東中